# Matteo Richetti
Matteo Richetti, né le 3 août 1974 à Sassuolo, est un homme politique italien, membre du parti Action depuis 2019. Il est sénateur de 2018 à 2022 et député de 2013 à 2018 et depuis 2022.